# Bella Block: Blinde Liebe
Blinde Liebe ist ein deutscher Fernsehfilm von Sherry Hormann aus dem Jahr 2000. Es handelt sich um den 8. Filmbeitrag der ZDF-Kriminalfilmreihe Bella Block.

## Handlung
Aus der Alster wird eine Frauenleiche geborgen. Die Tote lag seit Monaten im Wasser und kann nur durch ein sternförmiges Feuermal identifiziert werden. Es handelt sich um Barbara Seidlitz, eine junge Studentin. Laut Aktenlage war sie Klägerin gegen Wolfgang Krauss, der sie nach ihren Aussagen vergewaltigt hatte. Krauss erhielt nur eine Bewährungsstrafe und arbeitet inzwischen als Taxifahrer. Kommissarin Bella Block trifft sich mit dem wortkargen Mann und spürt, dass er noch immer gefährlich ist. Sie kontaktiert auch seine attraktive Lebensgefährtin Christa Knopp, die sich sehr intensiv und liebevoll um Biggi, ihre geistig behinderte jüngere Schwester, kümmert, die bei ihr wohnt. Zu dritt scheinen sie wie eine kleine Familie, die sich miteinander gut verstehen. Christa scheint aber auch eifersüchtig zu sein und versucht ihren Wolfgang immer bei guter Laune zu halten. Die ist allerdings derzeit getrübt, als Ruth Dirke, die Freundin der Toten, bei ihnen auftaucht und behauptet, Barbara hätte ein Tagebuch geführt und dort so einiges über Krauss notiert. Im Streit darüber verletzt er Dirke schwer, die daraufhin in ein Krankenhaus eingeliefert werden muss. Bella Block sucht sie dort auf und erfährt, dass Krauss sie so zugerichtet hat. Umgehend wird gegen Krauss Haftbefehl erlassen. Beim Zugriff im Haus von Christa Knopp müssen die Beamten feststellen, dass hier gerade eine kleine private Sexparty abgehalten wird und sich sowohl Christa als auch ihre Schwester Biggi prostituieren. Bella Block ist schockiert und vermutet, dass Barbara Seidlitz deshalb sterben musste, weil sie hinter die Machenschaften von Krauss gekommen war. Der Beschuldigte leugnet dies und Christa Knopp hält in „blinder Liebe“ zu ihm. So stellt sich am Ende heraus, dass sie aus Eifersucht Barbara Seidlitz umgebracht hatte. Krauss muss sich wegen versuchten Mordes an Ruth Dirke vor Gericht verantworten.

## Hintergrund
Der Film wurde in Hamburg gedreht und am 11. März 2000 um 20:15 Uhr im ZDF erstausgestrahlt.

## Kritiken
Die Kritiker der Fernsehzeitschrift TV Spielfilm vergaben die beste Wertung (Daumen nach oben) und meinten: „Ein Höhepunkt der Reihe: Alle Darsteller spielen erstklassig (Deutscher Fernseh-preis für Natalia Wörner), und ein Haschkeks bringt Bella herrlich in Wallung!“ Fazit: „Düsterer Krimi der Extraklasse.“